# 嚴重急性呼吸道症候群冠狀病毒2型Delta變異株
嚴重急性呼吸道症候群冠狀病毒2型-Delta變異株（英語：SARS-CoV-2 Delta variant），别名B.1.617.2譜系（英語：Lineage B.1.617.2），是严重急性呼吸系统综合征冠状病毒2（SARS-CoV-2）B.1.617譜系之下的一种变异株，因2020年年底首次發現於印度，故俗称「印度变种病毒」。
2021年5月31日，世界衛生組織將COVID-19幾種主要的變異病毒株以希臘字母命名，以避免地名命名導致污名化的問題，其中B.1.617.1命名為「Kappa」、B.1.617.2命名為「Delta」，世衛表示此命名並不會取代科學名稱，之后中國大陸的新聞報導經常根据希腊字母Δ（Delta）的中文音譯将其写作「德尔塔毒株」。台灣方面則通常直接稱作「Delta變異株」。

## 傳染與致病能力增強
美国疾病防治中心認為，德尔塔变异株基本传染数R0值（每名染疫者传染的人数）达到8至9人，且更易引发重症。而未變異的病毒株传染性為2到3人。Delta變異株傳染力比Alpha變異株高出40-60%，防治中心建議已接種疫苗者應繼續在室內戴口罩。

## 症狀

### 風險變化
2021年6月18日，世界衛生組織表示，Delta傳染力增強，住院风险增加2.6倍，且已擴散至92個國家，已成COVID-19在全球主流的病毒株。不過，根據英格蘭公共衛生署8月報告，根据對386,835名德尔塔患者的統計，德尔塔病例死亡率累計0.3%（如只計無注射疫苗則0.21%），死者中46%未接種疫苗，6%為50歲以下，而同期舊有Alpha變異株則高達1.1%。

## 疫苗效果
研究發現在16個國家中，打足完整疫苗劑量的覆蓋率和Delta變異株序列突變的頻率（mutation frequency）有高度的對數負相關（R-square= 0.878）。此結果指出疫苗接種可能妨礙病毒進化。
Sivan Gazit等人在以色列追蹤46035名無疫苗康復者，及46035名兩針BioNTech疫苗接種者，並確保兩組年齡分佈一致。在3個多月觀察期中，康復組有108人感染，4人入院，疫苗組有640人感染，21人入院。結果即「接種兩針疫苗者」入院機會高於「過往感染而康復者」5倍。
2021年10月22日，英国卫生安全局將德尔塔株的亚型变异株AY.4.2命名为VUI-21OCT-01。英国卫生安全局還表示該亞型近几个月来在英国的传播变得越来越普遍。11月5日，香港特區政府宣佈AY.4.2變異株首度在香港出現。